# Comics Unlimited
Comics Unlimited ist eine vom 30. September 1986 bis 1. September 1987 erschienene Albenreihe mit amerikanischen, spanischen  und frankobelgischen Comics.
Für den Zeitschriftenhandel gab Ehapa insgesamt 12 Ausgaben mit den Serien Jeremiah, Buck Danny, Mac Coy, Pharaon, Leutnant Blueberry, Bruce J. Hawker, Dan Cooper, Bob Wilson, Die Jugend von Blueberry, Krieger der Geisterwelt und A-Team heraus.

## Alben
| Nr. | Titel                                | Originalband               | Bemerkungen                                                                                  |
| --- | ------------------------------------ | -------------------------- | -------------------------------------------------------------------------------------------- |
| 1   | Der lebende Sumpf                    | Jeremiah 8                 | Fortführung aus der Reihe Die grossen Science-Fiction-Comics                                 |
| 2   | Himmel in Flammen                    | Buck Danny 43              | Fortführung aus der Reihe Die großen Flieger- und Rennfahrer-Comics                          |
| 3   | Der Gesetzlose                       | Mac Coy 12                 | Fortführung aus der Reihe Die großen Edel-Western                                            |
| 4   | Invasion der Eisberge                | Pharaon 4                  | Fortführung aus der Reihe Detektive, Gauner und Agenten                                      |
| 5   | Weg in die Freiheit                  | Leutnant Blueberry 22      | Fortführung aus der Reihe Die großen Edel-Western                                            |
| 6   | Die Seeschlacht von Cádiz            | Bruce J. Hawker 1          |                                                                                              |
| 7   | Spionageflug ins goldene Dreieck     | Dan Cooper 35              | Fortführung aus der Reihe Die großen Flieger- und Rennfahrer-Comics                          |
| 8   | Angriff der Clowns                   | Jeremiah 9                 | Fortführung aus der Reihe Die grossen Science-Fiction-Comics                                 |
| 9   | In den Pranken des Tigerdrachen      | Bob Wilson 1               |                                                                                              |
| 10  | Die Teufelsreiter von Missouri       | Die Jugend von Blueberry 1 |                                                                                              |
| 11  | Die Stadt der sieben dunklen Freuden | Krieger der Geisterwelt 1  | Wiederauflage: War bereits als dreibändige, eigenständige Serie im selben Verlag erschienen. |
| 12  | Diamanten sind die besten Freunde    | A-Team 1                   |                                                                                              |